# Jaculina blanchardi
Jaculina blanchardi är en mossdjursart som beskrevs av Jullien och Calvet 1903. Jaculina blanchardi ingår i släktet Jaculina och familjen Jaculinidae. Inga underarter finns listade i Catalogue of Life.